# Exilia hilgendorfi
Exilia hilgendorfi is een slakkensoort uit de familie van de Ptychatractidae. De wetenschappelijke naam van de soort is voor het eerst geldig gepubliceerd in 1897 door Carl Eduard von Martens. De soort is vernoemd naar Franz Martin Hilgendorf.